# محمد کبیر مرزبان
محمد کبیر مرزبان (زاده ۱۳۳۴ ولسوالی درقد ولایت بدخشان) سیاستمدار افغانستان و نماینده مردم ولایت تخار در دوره شانزدهم مجلس نمایندگان است. وس در مجلس شانزدهم نمایندگان افغانستان عضو کمیسیون عدلی و قضایی، اصلاحات اداری و مبارزه با فساد اداری می‌باشد.

## زندگی‌نامه
محمد کبیر مرزبان زاده ۱۳۳۴ از ولسوالی درقد ولایت بدخشان می‌باشد. ایشان تحصیلات ۱۴ پاس خود را در مدرسه دینی ابوحنیفه در کابل به اتمام رسانید و پس از آن در جبهه جنگ حضور یافت. وی همچنین رهبر حزب عدالت اسلامی نیز است.

## دیگر فعالیت‌ها
دیگر فعالیت‌های ایشان:
- ۲۱ سال به حیث آمر جهادی.
- قوماندان فرقهٔ ۵۵ جهادی ولایت تخار.
- مشاور رئیس‌جمهوری.
- والی ولایت تخار.
- سناتور در مشرانو جرگه.
- رئیس حزب عدالت اسلامی افغانستان.